# António Calvário
António Calvário da Paz, född 17 oktober 1938 i Moçambique, är en portugisisk sångare och skådespelare.
António Calvário föddes i Moçambique till portugisiska immigranter. Familjen flyttade till Portimão när han var åtta år gammal. Han var en framgångsrik artist i Portugal under 1950-, 60- och 70-talen och erhöll utmärkelsen ”Radions kung (Rei da Rádio)” 1961, 1963, 1965, 1966 och 1972. Han filmdebuterade tillsammans med Madalena Iglésias i filmen Uma Hora de Amor 1964 och innehade sedan roller i Rapazes de Táxis (1965), Sarilho de Fraldas (1966) och O Amor Desceu em Pára-quedas (1968). 1969 debuterade han som filmproducent med O Diabo era o Outro som inte blev någon framgång. Han försattes i skuld och tvingades till ett omfattande program av föreställningar för att betala av den.
Calvário deltog i Portugals första uttagning (Festival RTP da Canção) till Eurovision Song Contest 1964. Han framförde bidragen Oração och Para cantar Portugal och vann med den förra. Han blev därmed Portugals första representant i Eurovision Song Contest. Där kom han på 13:e och sista plats med noll poäng. Han återkom till den portugisiska uttagningen 1965 och framförde tre bidrag; Por causa do mar (6:e plats), Você não vê (8:e plats) och Bom dia (7:e plats). 1966 års uttagning kom han på 5:e plats med bidraget Encontro para amanhã och 1967 tävlade han med bidragen Deixa-me só och Vencerás, men kom inte vidare till final. 1968, som var hans sista deltagande i tävlingen, kom han sist med bidraget O nosso mundo.

## Diskografi

### Album
- Canções de Natal (1967)
- Regresso (1973)
- Saudade (1984)
- António Calvário (1993)
- O Melhor de António Calvário (1994)
- O Melhor dos Melhores (1994)
- Oração - Colecção Caravela (1996)
- Canto Avé-Maria (1997)
- Volta (2000)
- Clássicos da Renascença (2003)
- Vida (2008)
- O melhor de António Calvário (2008)